# Mêlée (Band)
Mêlée ist eine vierköpfige Alternative-Rock-Band aus Orange County, Kalifornien.

## Geschichte
Nach strapaziösen Tourneen und 15.000 verkauften Platten ihres Albums Everyday Behavior, das 2004 bei Sub City/Hopeless erschien, wurden große Labels auf die Band aufmerksam und boten ihnen einen Plattenvertrag. Schließlich unterschrieben Mêlée bei Warner Bros. Records. Dort haben sie Videos für einige ihrer Songs aufgenommen, u. a. The War und Built to Last.
Bei der Aufnahme ihres Major-Label-Debüts Devils & Angels standen 34 Songs zur Auswahl. Das Album erschien am 3. April 2007 in den USA und wurde von Howard Benson produziert, der bereits bei Alben von The All-American Rejects, My Chemical Romance, Mae, Daughtry und Papa Roach mitgewirkt hatte. Adam Harrison ist Manager der Band.
Mêlée traten am 7. Juli 2007 in der Sendung This Week in Baseball auf FOX auf, wo sie sich als Fans der Los Angeles Angels bekannten. Während des Interviews wurde im Hintergrund Built to Last gespielt.
Am 18. April 2008 erschien in Deutschland ihre erste Single Built to Last.

## Diskografie

### Alben
- 2005: Everyday Behavior
- 2008: Devils & Angels
- 2010: The Masquerade

### Singles
- 2008: Built to Last
- 2008: Imitation